# 棚木猫
棚木猫（たなぎねこ）とは、茅葺き屋根の農家の屋根裏に棲みつき、子育てをする猫。半ば野生化してすばしこく、人に懐かない。子育てを覗こうとすると、背中を丸め毛を逆立てて威嚇する。子猫が小さいうちに何度も覗くと子猫を咥えて塒を変えてしまう。家のネズミ等を退治してくれる半面、家内の食料品を盗むこともある。